# Pardosella corondaensis
Pardosella corondaensis är en spindelart som först beskrevs av Cândido Firmino de Mello-Leitão 1941.  
Pardosella corondaensis ingår i släktet Pardosella och familjen vargspindlar. Inga underarter finns listade i Catalogue of Life.